# Angarotipula altivolans
Angarotipula altivolans is een tweevleugelige uit de familie langpootmuggen (Tipulidae). De soort komt voor in het Palearctisch gebied.